# Tucupi (Sauce)

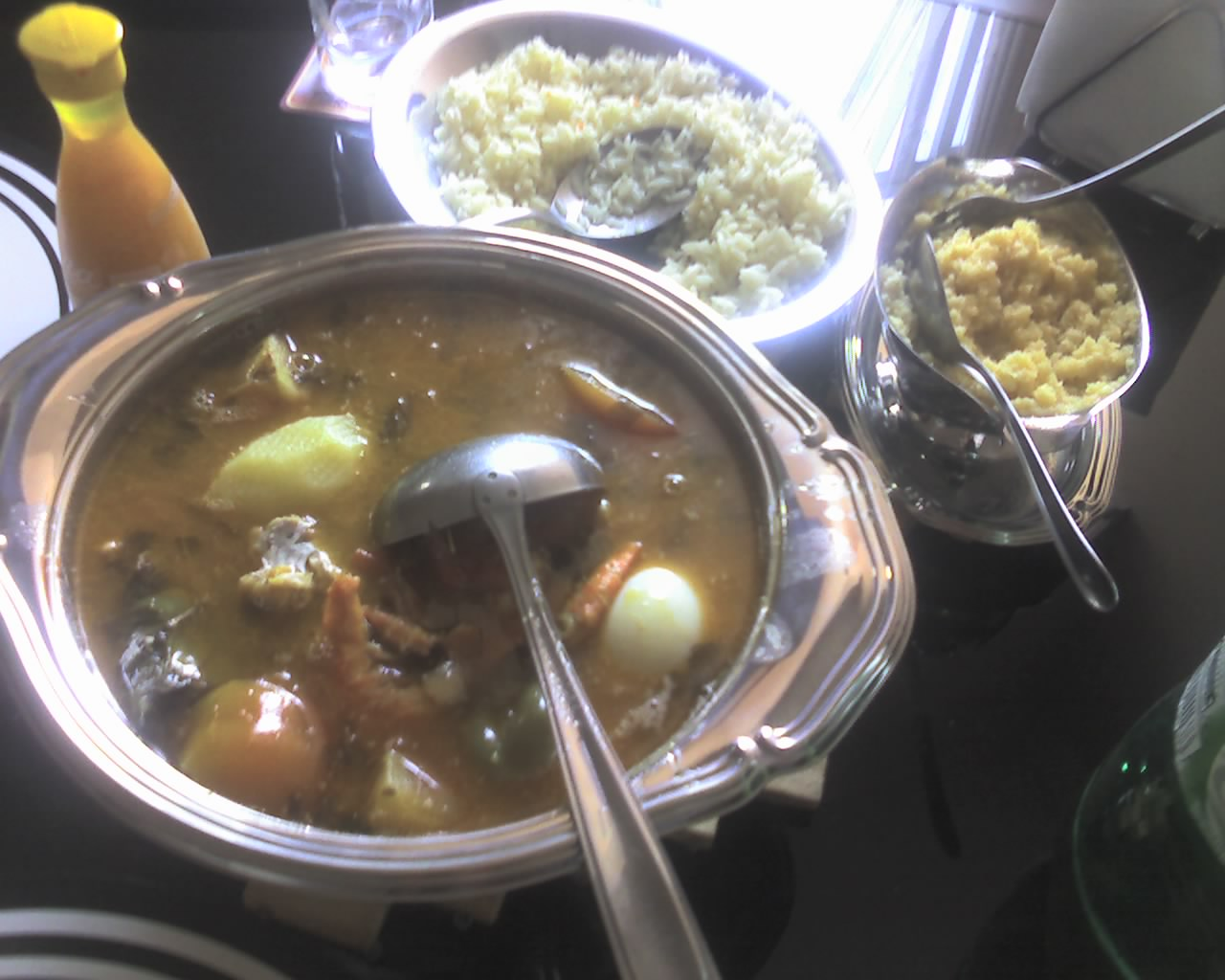
Caldeirada Paraense, Fischsuppe mit Tucupi

Tucupi ist die Bezeichnung für ein im Norden Brasiliens nach indianischer Tradition gewonnenes Produkt aus dem Presssaft von Bittermaniok.
Zum Auspressen der geriebenen Maniokknollen wird ursprünglich ein aus der flexiblen Rinde von Pfeilwurzgewächsen geflochtener Schlauch, einem Tipiti, verwendet, heute werden auch mechanische Pressen eingesetzt. Der frischgepresste Saft muss mehrere Stunden ruhen; dabei trennt er sich in eine geleeartige Masse (goma, unter anderem Grundstoff der Tapioka-Herstellung) und einen dünnflüssigen Überstand (tucupi) auf. Der Überstand wird abgeschöpft, gefiltert und mehrere Stunden lang gekocht, bevor er verwendet werden kann. Die Prozedur dient dazu, die im Maniok enthaltenen Giftstoffe zu entfernen. Gekühlt oder tiefgefroren ist Tucupi über längere Zeit haltbar.
Tucupi wird zur Zubereitung von Suppen und verschiedenen Fisch-, Geflügel- und Fleischgerichten genutzt. Zu den traditionellen Gerichten auf Tucupi-Basis gehört die paraensische Suppe Tacacá (mit Garnelen, goma und Jambu-Gemüse); Pato no Tucupi (Ente in Tucupi, ebenfalls mit Jambu) ist ein traditionelles Festtagsgericht in Belém und Umgebung.